# 알제리의 국장
알제리의 국장은 1976년에 제정되었다.

알제리의 국장

국장 가운데에는 함사가 그려져 있으며 함사 뒤쪽에는 아틀라스 산맥이, 산맥 위쪽에는 떠오르는 태양이 그려져 있다. 함사는 알제리의 전통적인 상징이며 떠오르는 태양은 새로운 시대를 뜻한다.
국장 앞쪽에는 이슬람교의 상징인 빨간색 초승달과 별이 그려져 있으며 산맥 아래쪽에는 여러 가지의 식물과 공장이 그려져 있다. 식물은 농업을, 공장은 산업을 상징한다.
국장 위쪽에는 알제리의 공식 명칭인 "알제리 인민 민주 공화국"("الجمهورية الجزائرية الديمقراطية الشعبية, Al-Jumhūrīyah al-Jazā’irīyah ad-Dīmuqrāṭīyah ash-Sha’bīyah")이 아랍어로 쓰여져 있다.

## 이전의 국장

프랑스령 알제리의 문장 (1830년-1962년)
알제리의 국장 (1962년-1971년)
알제리의 국장 (1971년-1976년)

## 같이 보기
- 알제리의 국기